# Йовик Іван
Іван Йовик (псевдо.:"Соколенко"; 20 січня 1918, с. Хишевичі, нині Городоцький район Львівська область — 26 квітня 2005, Нью-Йорк) — український військовик, хорунжий УПА, громадський діяч, письменник-мемуарист.

## Життєпис
Народився Іван Йовик 20 січня 1918 року у селі Хишевичі Рудківського повіту (нині Городоцький район Львівська область) в багатодітній селянській сім'ї. Навчався в сільській школі. Закінчив Перемишльську гімназію.
Служив у польському війську з 1938 року, де навчався у старшинській школі.
У 1939 р. потрапив у полон до німців, з якого повернувся у 1942 році.
З 1944 року в УПА, де воював у сотні Громенка.
З 1947 року на еміграції, спочатку в Німеччині. У Німеччині Іван Йовик одружився і у 1948 році із сім'єю перебрався до США. Був активним у громадському житті, був одним із організаторів Товариства вояків УПА ім. генерал-хорунжого Тараса Чупринки, заступником голови Світового братства УПА. Разом із дружиною заснував Товариство допомоги сиротам України.
Помер 26 квітня 2005 р. у Нью-Йорку.

## Творчий доробок
Автор спогадів «Нескорена Армія» (1995).